# Лаодика VII Теа
Лаодика VII Теа Филаделф (на старогръцки: Λαοδίκη ἡ Θεά καὶ Φιλάδελφος, Laodike VII Thea Philadelphos; * 122 пр.н.е. / 115 пр.н.е.; † 1 век пр.н.е.) е сирийско-гръцка селевкидска принцеса и бъдеща царица на Комагена.

## Биография
Тя е дъщеря на Антиох VIII Грюпос и Трифайна Клеопатра († 111 пр.н.е.) от Птоломеите, дъщеря на египетския цар Птолемей VIII.
Преди 109 пр.н.е. тя се омъжва за бъдещия цар на Комагена Митридат I Калиник. Женитбата е част от един мирен договор. Митридат взема гръцката култура. Лаодика му ражда по-късният цар Антиох I Теос, който построява гробница на планината Немрут в Анатолия за своята фамилия. Гробницата Hierothesion в Каракуш не е построена за Лаодика, а за нейната внучка със същото име, една дъщеря на Антиох I.